# Acanthermia stigmaphiles
Acanthermia stigmaphiles là một loài bướm đêm trong họ Noctuidae.